# Вероніка Земанова
Вероніка Земанова (чеськ. Veronika Zemanová; 14 квітня 1975, Чеські Будейовиці, ЧССР) — чеська фотомодель, фотографка, співачка.

## Біографія
Народилася 14 квітня 1975 року. У 1989 році закінчила школу. Після закінчення вступила до гімназії. Під час навчання цікавилася біологією та мистецтвами, прагнула стати біологинею. Закінчивши гімназію, протягом трьох років навчалася у школі фотографії. Вона виконувала багато випадкових робіт, щоб заплатити за навчання, і зрештою змогла працювати фотографкою.
У 1997 році все її обладнання вкрали до того, як вона встигла за нього заплатити. Розорена і в боргах, Земанова влаштовується візажисткою у фотографа. Змушена грати домінатрікс, одягнену в шкіру, у БДСМ постановках, організованих у замку Черна в Моравії. Зйомка проходить перед майже без її відома, коли робляться фотографії цих сеансів.
Незабаром після цього в Римі зустріла фотографа Стефано Санторі (англ. Stefano Santori), який без її згоди опублікував її знімки в інтернеті під псевдонімом «Єва». Після розриву з Санторі Земанова почала працювати з однією з найвідоміших фотографок світу — Сьюзі Рендалл. Завдяки цьому її популярність різко зросла, а її знімки стали з'являтися в найвідоміших журналах: Hustler, Playboy, Penthouse і т. д. Тепер вона публікувалася під справжнім ім'ям.
На відміну від багатьох інших моделей, Земанова не хотіла робити пластичних операцій, як і зніматися в компанії з чоловіками. Можливо, саме це виділило її та сприяло популярності. Однак у 2001 році вона все ж змушена була зробити операцію зі збільшення грудей, оскільки в цей час втратила у вазі. При цьому вона втратила шанс стати моделлю Perfect 10 (агентство спеціалізується лише на фотосесіях моделей із натуральними грудьми).
У 2002 Вероніка Земанова випустила сингл The Model, виконавши однойменну пісню легендарного німецького гурту Kraftwerk, а також зняла на неї кліп. Комерційного успіху сингл не мав.
У 2004 році стала «Дівчиною сезону Actiongirls.com» і підписала контракт на п'ять років із власником ресурсу Скоттом ScottyJX Прегітцером.
12 листопада 2003 року Земанова одружилася, а наприкінці 2009 року залишила еротичний бізнес. Проте, згідно з заявами її менеджера, вона продовжить брати участь у показах мод, рекламі та зйомках фільмів.

## Фільмографія
- 2002 — Naughty Pinups
- 2002 — May Girls of IVOLT
- 2002 — Busty Naturals
- 2002 — Erotic Idols
- 2003 — М'ячик / The Ball
- 2005 — Бойові дівчата. Епізод 1 / Actiongirls.com Volume 1
- 2007 — Бойові дівчата. Епізод 4 / Actiongirls.com Volume 4
- 2008 — Бойові дівчата. Епізод 5 / Actiongirls.com Volume 5